# Стрибки у воду на літніх Олімпійських іграх 1984
Змагання зі стрибків у воду на літніх Олімпійських іграх 1984 в Лос-Анджелесі тривали з 5 до 12 серпня на Олімпійському плавальному стадіоні Макдоналда, розташованому в кампусі Університету Південної Каліфорнії. Розіграно 4 комплекти нагород (по 2 серед чоловіків і жінок). Змагалися 80 стрибунів і стрибунок у воду з 29-ти країн.

## Медальний залік
Дисципліни названо згідно з позначеннями Міжнародного олімпійського комітету, але в офіційному звіті їх наведено, відповідно, як "стрибки у воду з трампліна" і "стрибки у воду з вишки".

### Чоловіки
| Дисципліна    | Золото             | Срібло             | Бронза                |
| ------------- | ------------------ | ------------------ | --------------------- |
| Трамплін, 3 м | Грег Луганіс (USA) | Тань Лянде (CHN)   | Роналд Мерріотт (USA) |
| Вишка, 10 м   | Грег Луганіс (USA) | Брюс Кімболл (USA) | Лі Кунчжен (CHN)      |

### Жінки
| Дисципліна    | Золото              | Срібло                | Бронза                |
| ------------- | ------------------- | --------------------- | --------------------- |
| Трамплін, 3 м | Сільві Берньє (CAN) | Келлі Маккормік (USA) | Крістіна Сюферт (USA) |
| Вишка, 10 м   | Чжоу Цзіхун (CHN)   | Мішел Мітчелл (USA)   | Венді Вайленд (USA)   |

## Таблиця медалей
| Місце              | Країна             | Золото | Срібло | Бронза | Загалом |
| ------------------ | ------------------ | ------ | ------ | ------ | ------- |
| 1                  | США (USA)          | 2      | 3      | 3      | 8       |
| 2                  | Китай (CHN)        | 1      | 1      | 1      | 3       |
| 3                  | Канада (CAN)       | 1      | 0      | 0      | 1       |
| Загалом (3 збірні) | Загалом (3 збірні) | 4      | 4      | 4      | 12      |

## Країни-учасниці
Список країн, чиї спортсмени взяли участь в Іграх. У дужках - кількість учасників від кожної країни.
- Аргентина  (1)
- Австралія  (4)
- Австрія  (1)
- Бельгія  (1)
- Бразилія  (1)
- Канада  (7)
- Китай  (8)
- Домініканська Республіка  (3)
- Єгипет  (4)
- Фінляндія  (1)
- Франція  (1)
- Велика Британія  (6)
- Гонконг  (2)
- Італія  (2)
- Японія  (3)
- Кувейт  (2)
- Мексика  (6)
- Нідерланди  (1)
- Нова Зеландія  (3)
- Норвегія  (2)
- Португалія  (1)
- Південна Корея  (1)
- Іспанія  (2)
- Швеція  (2)
- Сирія  (1)
- США  (7)
- Венесуела  (1)
- ФРН  (4)
- Зімбабве  (2)